# Mauritz Edström
Mauritz Edström, född 22 december 1927 i Lugnvik, död november 1987 i Sollentuna, var en svensk författare och journalist.

## Biografi
Mauritz Edström föddes i Lugnvik Bjärtrå socken, fadern var snickare och båda föräldrarna var djupt religiösa. Han hade fyra syskon.
Yrkeslivet började på den lokala sågen, men han ville ut i världen. Efter andra världskrigets slut begav han sig ut i Europa som hjälparbetare. Efter några år kom han hem och blev student vid Sigtuna folkhögskola. Sedan följde vidare studier vid Socialinstitutet i Stockholm, 1954 tog han socionomexamen. 1950 började han arbeta som journalist för tidningen Arbetaren, och från 1956 var han anställd på Dagens Nyheter.

## Journalistik
Edström arbetade som kritiker och reporter. Han var känd för sin filmkritik.

## Författarskap
Tidigt skrev han fyra ungdomsböcker för ett kristet förlag. Senare skrev han om Ådalen, Ivar Lo-Johansson och några självbiografiska volymer.

## Priser och utmärkelser
- 1956 – Boklotteriets stipendiat
- 1984 – Östersunds-Postens litteraturpris